# Gisaeng

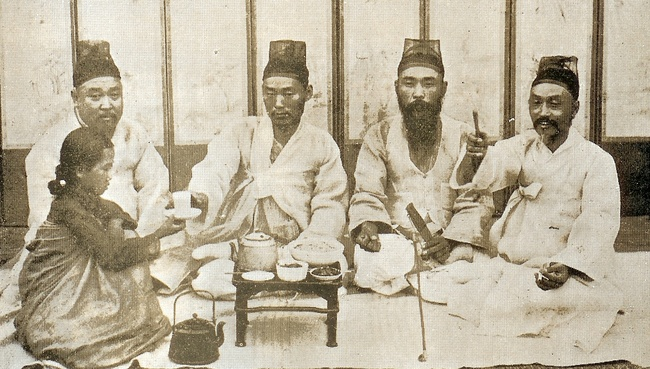
Kisaeng (1910)

Gisaeng [kisɛŋ] (auch Kisaeng) waren unfreie professionelle Unterhaltungskünstlerinnen in Korea, die für die weibliche Musik bei staatlichen Zeremonien oder Hofbanketten verantwortlich waren.
Ihre Aufgabe war es, im Palast oder bei den Trinkgelagen der oberen Schicht durch Musik, Tanz und das Rezitieren von Gedichten für gute Stimmung zu sorgen. Nach dieser Tätigkeit sind sie vergleichbar mit den Geishas in Japan, den Hetären im antiken Griechenland oder den Kurtisanen in Europa. Diese ausgeprägte Form der Dienstleistung der Gisaeng entstand während der Zeit der Joseon-Dynastie, obwohl es ab dem 11. Jahrhundert – in der Zeit der Goryeo-Dynastie – Frauen gab, die am königlichen Hof oder in gehobener Gesellschaft mit musikalischen Darbietungen auftraten. Zu Beginn der modernen Gesellschaft redefinierte der Generalgouverneur des besetzten Korea die Gisaeng, als Frauen die in der Prostitution tätig waren und verpflichtete sie zur Registrierung bei den Behörden. Viele der bekannten künstlerischen Figuren von später stammen von Gisaeng ab.
Das Gisaeng-Wesen hat eine wechselvolle Kulturgeschichte hinter sich und wird heute in Nordkorea als Kippumjo fortgeführt.

## Wortbedeutung
Das Wort gi (기, 妓 [ki]) war offenbar bereits in der Goryeo-Dynastie geläufig für Frauen, die beim königlichen Fest Musik und Tanz darboten. Das Wort bekam später in der Joseon-Dynastie das Suffix saeng hinzu, das so viel wie ‚Leben‘ bedeutet. Der Gebrauch des Worts gi ist jedoch vielschichtig (siehe unten „Ursprung der Gisaeng“). Gisaeng wurde manchmal auch Ginyeo (기녀 [kiɲje]) genannt, ohne dabei dem Wort eine besondere Bedeutung beizulegen.

## Ursprung der Gisaeng
Wann genau Gisaeng als weibliche Berufsgruppe in Korea entstand, ist unbekannt. Wie oben angedeutet, war Gisaeng schon in der Goryeo-Zeit berufsmäßig tätig. In dieser Hinsicht wurden in der einen oder der anderen Weise gesellschaftlich dienende Frauen genau unterschieden. In der Goryeo-Dynastie gab es zum einen die amtlichen 'Unterhaltungsmusikerinnen' und zum anderen jene Frauen, die in der Gesellschaft ähnliche Rollen spielten. Diese Frauen nannte man Changgi(창기 唱妓 [cʰaŋgi] wörtlich: „Unterhaltungskünstlerin im Gesang“). Die beiden Gruppen wiederum werden von käuflichen Frauen streng unterschieden. Sie werden als Yunyeo (유녀 遊女 [juɲə] wörtlich: „Herumtreiberin“) bezeichnet. Diese Trennung wurde von der Joseon-Dynastie übernommen, und das gesamte Gisaeng-Wesen wurde weiter zergliedert.
Die strenge Trennung der amtlichen Gisaeng von der privaten war deshalb möglich, weil es sowohl in der Zeit der Goryeo- als auch in der Joseon-Dynastie eine für Gisaeng zuständige Behörde in der Hauptstadt gab. In der Goryeo-Zeit hieß die Behörde Gyobang (교방 [kjo.baŋ] wörtlich: 'Lehranstalt'), in der Joseon-Zeit Jangakwon (장악원 [caŋakwən] wörtlich: 'Musikbehörde'). Die Unterscheidung wurde mit der Zeit langsam fließend, so dass Gisaeng mehr und mehr zum Inbegriff des leichten Mädchens für jeden wurde. Sie erhielten die metaphorische Bezeichnung 'Weide auf der Straße', 'Blume unter der Mauer' (노류장화 [norjujaŋhwa]), die jeder beim Vorbeigehen pflücken kann. Dieses abgenutzte Bild der Gisaeng ist den heutigen Koreanern übrig geblieben. Das meiste, was heute in Korea als Gisaeng bezeichnet wird, kommt aus der Zeit der Joseon-Dynastie. In der Literatur und Malerei aus dieser Zeit gibt es genügende Informationen über das Wesen der Gisaeng. Zudem sind ein Dutzend Namen mehr oder minder bekannter Gisaengs aus dieser Zeit überliefert, etwa Hwang Jin-i, Nongae und die literarisch berühmte Figur Chunhyang. Die Ausführung unten beschränkt sich daher auf die Gisaeng während der Joseon-Dynastie.

## Bedeutung der Gisaeng
Die koreanische Gesellschaft der Joseon-Dynastie war eine Ständegesellschaft. Jeder Bürger gehörte einem bestimmten Stand an. Es gab drei Stände: die Oberschicht Yangban (양반 [jaŋban]), die Mittelschicht Pyeongmin (평민 [pʰjəŋmin]) und die Unterschicht Cheonmin (천민 [cʰənmin]). Diese Stände waren erblich. Gisaeng gehörten dem Cheonmin an. Wie oben kurz angedeutet, sind Gisaeng diejenigen Dienstmädchen, die der männlichen Yangban-Gesellschaft Unterhaltung bieten. Sie tun es beruflich und sind dafür ausgebildet.
In den Annalen der Joseon-Dynastie wurde alles, was mit Gisaeng zu tun hatte, penibel festgehalten. Die Rollen, die Gisaeng im Palast ausfüllten, waren erstaunlich vielfältig. Neben ihrer Hauptaufgabe musischer Unterhaltung waren sie dabei in Diplomatie, Zeremonien, Propaganda, Militär, Entlassungs- und Aufnahmeverfahren und Rekrutierung aus Provinz, Unterrichtslage, Anklagen, Bestrafungen, Affären mit Beamten und deren Untersuchung, Statusfrage ihrer Kinder, Bekleidungsfrage und vielem mehr befasst.

## Kleidung
In der Joseon-Dynastie trugen die Gisaengs normalerweise die traditionelle koreanische Tracht, wobei dort ein auffälliger Unterschied zur Alltagskleidung bestand: Normal wurde der Rock (chima) bei Frauen bis über die Brust gebunden, jedoch die Gisaengs trugen den chima bis zur Taille. Er war sehr aufgepolstert, meist mit mehreren Unterschichten, sodass der Rock sehr weit wurde. Außerdem wurde er über der chogori (der typischen Bluse) getragen. Zudem bekamen sie in den Rock mehrere kunstvolle Knoten gesteckt, oft mit Edelsteinen verziert. Auf dem Kopf trugen sie kunstvolle Perücken (gache). Diese bestanden meist aus einem sehr langen geflochtenen Zopf, der kunstvoll auf dem Kopf gebunden wurde.
Später im 19. Jahrhundert war die Kleidung der Gisaengs wieder völlig anders als in der Joseon-Dynastie des 16. Jahrhunderts: Die Röcke waren nicht mehr breit, die gache-Perücken verschwanden und die Ärmel waren am Ende sehr breit und „aufgeschichtet“. Statt der riesigen Perücken trugen die Gisaengs traditionellen Kopfschmuck, der auch heute noch benutzt wird.

## Struktur der Gisaeng
Es gibt verschiedene Arten von Gisaeng. Gwangi (관기) ist die älteste Bezeichnung für Gisaeng. Wörtlich bedeutet es „offizielle Gisaeng“, was bedeutete, dass Frauen, die der oben genannten Tätigkeit nachgehen, sich amtlich registrieren lassen müssen. Sie gehören zugleich der jeweiligen Behörde an, an der sie auch die nötige Ausbildungen bekommen.

## Berühmte Gisaengs
- Hwang Jin-i
- Chunhyang
- Nongae
- Aengmu
- Gijeok
- Gwonbeon
- Gyobang
- Yi Mae-chang